# Kurofune (ジャズバンド)
Kurofune（くろふね、旧表記：黒船）は、日本のジャズバンド。TRI4THのベース関谷友貴を中心に、同じくTRI4THのピアノ竹内大輔、津軽三味線の白藤ひかり、“奄美の歌姫”里アンナによる編成。ジャズと日本の伝統芸能である「北の津軽三味線」「南の島唄」とを融合した楽曲を演奏する。

## バイオグラフィ
2013年1月、関谷友貴が企画するイベントにて竹内大輔・関谷友貴・佐々木俊之のピアノ・トリオにはなわちえ（津軽三味線）を加えた4人編成によりライブを行う。このライブの模様をDVD化するに際して、バンド名『黒船』（Kurofune）と命名された。
2013年9月、ボーカルの里アンナが加わり5人編成となる。その後、津軽三味線のはなわちえに替わって、2014年1月のライブより白藤ひかりが参加。この編成でCD制作が開始されたが、当時所属していた事務所が突如解体となりクラウドファンディングを活用して資金調達を行うこととなった。
こうして2014年9月にファーストアルバム『CROSSOVER』をリリース。CDリリースツアーではバニラ・エアの協賛を得て奄美大島でツアーファイナルを開催した。
2015年12月、セカンドアルバム『BREAKTHROUGH』をリリース。
2018年10月、サードアルバム『Journey』を発表。前2作が自己レーベルでの流通から、本作よりメジャーレーベルのリリースとなる。
2019年5月、ドイツで行われたヨーロッパ最大級の日本フェス「Japan-Tag」のヘッドライナーとして出演。
2019年8月のライブをもって佐々木俊之が脱退。
2019年11月、配信限定シングル『Yanbaru』をリリース。（ゲストに尺八・神永大輔、和太鼓・大多和正樹を迎える）
2025年1月、上記『Yanbaru』リリースから約5年ぶりとなるライブを開催、また本ライブよりバンド名の正式表記をKurofuneに変更。

## ディスコグラフィ

### CD
- CROSSOVER (2014年9月7日) POC0004
- BREAKTHROUGH (2015年12月2日) POC0006
- Journey (2018年10月10日) POCS-25123

### 配信シングル
- Yanbaru (2019年11月6日)

### DVD
- Mariage/黒船（関谷友貴/はなわちえ/竹内大輔/佐々木俊之）(2013年9月6日) SHCZ0049